# (29646) Polya
(29646) Polya (1998 WJ) – planetoida z pasa głównego asteroid okrążająca Słońce w ciągu 3,37 lat w średniej odległości 2,25 j.a. Odkryta 16 listopada 1998 roku.